# Atkabogárfélék
Az Atkabogárfélék (Sphaeriusidae) a rovarok (Insecta) osztályában a bogarak (Coleoptera) rendjébe, azon belül a Myxophaga alrendjébe tartozó, apró méretű, rejtett életmódot folytató bogárcsalád. Ezek az állatok a Myxophaga alrend jellegzetes képviselői, melyek többnyire vízi vagy nedves környezetben élnek. Az atkabogárfélék mindössze néhány milliméteres testhosszukról és speciális morfológiai jellemzőikről ismertek, például lekerekített testalakjukról és egyszerű, de hatékony lábaikról, melyek alkalmazkodtak a nedves talajban és vízparti területeken való mozgáshoz.
Ez a család számos kontinensen elterjedt, de leginkább a trópusi és szubtrópusi régiókban gyakori. Az atkabogárfélék életmódja és táplálkozása szoros kapcsolatban áll a mikroszkopikus méretű algákkal, amelyek fő táplálékforrásukat jelentik. Ezek a bogarak elsősorban a vízparti üledékek és nedves talajrétegek lakói, ahol fontos szerepet töltenek be az ökoszisztémák tápanyagciklusában.
A Sphaeriusidae család evolúciós szempontból is különleges, mivel a Myxophaga alrend fejlődéstörténetének egyik alapvető csoportját képezi, ami az egyszerűbb testfelépítésű bogarak és a fejlettebb csoportok közötti átmenetet mutatja. A család taxonómiai kutatásai során több fajt azonosítottak, de az élőhelyük rejtettsége miatt további példányok és fajok felfedezése várható. Tudományos nevüket a görög „sphaerion” (gömb) szóból kapták, amely a testformájukra utal.

## Elterjedésük
Az atkabogárfélék elterjedése világszerte jellemző, bár leginkább a trópusi és szubtrópusi régiókban fordulnak elő. Ezek a bogarak a nedves, víz közeli élőhelyeket részesítik előnyben, például a folyók, patakok, tavak partvidéki üledékeiben és mocsarakban találhatók meg. Előfordulásuk gyakran összefügg a mikroszkopikus algák és egyéb szerves törmelék jelenlétével, amely a táplálkozásuk alapját képezi.
A mérsékelt övi területeken is megtalálhatók, bár itt ritkábbak, és elsősorban speciális mikrokörnyezetekre szorítkoznak, például nedves talajrétegekben vagy szerves anyagban gazdag, árnyékos helyeken. Mivel ezek a bogarak apró méretűek és rejtett életmódot folytatnak, sok régióban nehezen észlelhetők, ezért a pontos elterjedési adatokat nehéz meghatározni.
Egyes fajaik a világ távoli részein is előfordulnak, például Dél-Amerikában, Afrikában, Délkelet-Ázsiában és Észak-Amerika egyes részein. Az atkafélék biogeográfiája a csoport evolúciós történetének vizsgálatában is jelentős, mivel elterjedésük utalhat az egykori kontinensek elhelyezkedésére és az éghajlati változásokra, amelyek hatással lehettek ezekre az állatokra.
A pontos élőhelyek és az egyes fajok elterjedési területei további kutatások tárgyát képezik, mivel az apró méretük és rejtett viselkedésük miatt eddig csak korlátozott mennyiségű adat áll rendelkezésre.

## Fordítás
- Ez a szócikk részben vagy egészben  a   Sandstrandbiller című norvég Wikipédia-szócikk fordításán alapul.  Az eredeti cikk szerkesztőit annak laptörténete sorolja fel. Ez a jelzés csupán a megfogalmazás eredetét és a szerzői jogokat jelzi, nem szolgál a cikkben szereplő információk forrásmegjelöléseként.